# Daleville (Alabama)
Daleville is een plaats (city) in de Amerikaanse staat Alabama, en valt bestuurlijk gezien onder Dale County.

## Demografie
Bij de volkstelling in 2000 werd het aantal inwoners vastgesteld op 4653.
In 2006 is het aantal inwoners door het United States Census Bureau geschat op 4521, een daling van 132 (-2,8%).

## Geografie
Volgens het United States Census Bureau beslaat de plaats een oppervlakte van
35,0 km², geheel bestaande uit land. Daleville ligt op ongeveer 98 m boven zeeniveau.

## Plaatsen in de nabije omgeving
De onderstaande figuur toont de plaatsen in een straal van 16 km rond Daleville.

## Geboren in Daleville
- Robert W. Smith (1958-2023), componist, muziekpedagoog en gitarist